# Ànimes de metall
Ànimes de metall (títol original en anglès: Westworld) és una pel·lícula de ciència-ficció estatunidenca escrit i dirigida per Michael Crichton, estrenada el 1973. Ha estat doblada al català.
El film va ser seguit per una seqüela, El món del futur (Futureworld), i una mini-sèrie de televisió Beyond Westworld. L'any 2016 l'HBO va estrenar una sèride de televisió basada en l'argument del film original.

## Argument
L'any 1983, el parc d'atraccions Delos permet als seus visitants de trobar-se en l'època de la seva tria (romana, medieval o conquesta de l'Oest (The Westworld, 1880), enmig de robots gairebé humans.
El relat segueix dos homes de negocis, interpretats per Richard Benjamin i James Brolin, que han escollit passar alguns dies en el vell Far West. Accessòriament, són igualment il·lustrades les peripècies d'un tercer aficionat de western, interpretat per Dick Van Patten i d'un home, més gran, que ha optat per l'edat mitjana. Malgrat totes les precaucions i seguretats preses en aquest parc d'atraccions hiperrealistes, el seu sojorn no serà exactament com esperaven; a poc a poc, el centre de control perd tot poder sobre les màquines.

## Repartiment
- Yul Brynner: el cowboy androide
- Richard Benjamin: Peter Martin
- James Brolin: John Blane
- Dick Van Patten: el banquer
- Anne Randall: la Serventa
- Majel Barrett: Miss Carrie
- Terry Wilson: el xèrif
- Michael T. Mikler: el cavaller negre
- Linda Gaye Scott: Arlette
- Norman Bartold: el cavaller de l'Edat Mitjana
- Alan Oppenheimer: el cap supervisor
- Victoria Shaw: la reina de l'Edat Mitjana
- Nora Marlowe: la directora de l'hotel

Yul Brynner interpreta el cowboy androide, fent referència a Chris Adams, el personatge que ell mateix va interpretar a Els set magnífics, portant la mateixa roba que ell.

## Rodatge

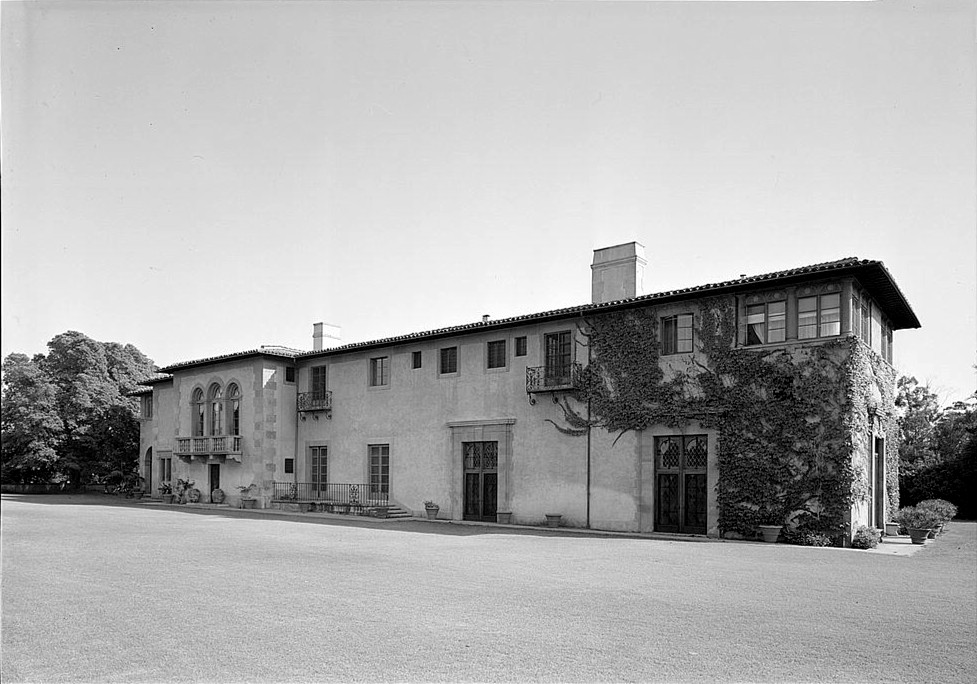
Greenacres, l'antiga propietat de Harold Lloyd

Westworld va ser filmada tan sols en trenta dies utilitzant càmeres Panavision equipades amb objectius anamorfs creats pel fotògraf Gene Polito. El rodatge va tenir lloc en el desert de Mojave al sud-oest de Califòrnia, en l'antiga propietat Greenacres de Harold Lloyd a Benedict Canyon a l'oest de Beverly Hills de Los Angeles, així com en diferents estudis de Metro-Goldwyn-Mayer i en els estudis de Burbank.
La postproducció va durar entre dotze i tretze setmanes, cinc setmanes per al "tall del director".
La música de pel·lícula en un disc de 33 rpm és completament composta pel compositor Fred Karlin. Barreja de western i de música electrònica, utilitzant un piano preparat, mesura inhabitual, la dissonància i tots els instruments de percussió sovint en polirítmia que té com a efecte el caos mecànic.

### Processament digital d'imatges
Westworld va ser la primera pel·lícula a utilitzar el processament digital d'imatges. Les imatges generades per ordinador, també anomenades de síntesi, van ser realitzades per Information International, Inc. (Triple-I). L'escena tractada és una presa d'uns 2 minuts destinada a simular el punt de vista electrònic del personatge de Brynner, el robot assassí.
Crichton explica que volia donar un toc distintiu a la visió de l'androide quan l'espectador es trobés en el seu punt de vista i inspirat pel film de Stanley Kubrick, 2001: una odissea de l'espai, concretament l'escena que es troba des del punt de vista de HAL 9000. Però Crichton no volia tan sols fer servir una lent gran angular, com havia fet Kubrick cinc anys abans, sinó mostrar la perspectiva del seu malvat com a màquina electrònica que havia de ser.
Després de contactar amb el Jet Propulsion Laboratory el processament digital semblava impossible pel seu alt cost, 200.000 $ per 2 minuts d'imatges davant els 1,25 milions de pressupost, i gran quantitat de temps, uns 9 mesos aproximadament. L'oportunitat va sorgir quan Crichton, junt amb John Whitney Jr., van contactar amb Information International, Inc. per tal d'accedir als laboratoris en horaris nocturns per completar l'animació de forma molt més ràpida i econòmica.
Whitney va proposar l'ús d'un efecte senzill, que seria el que acabaria apareixent en el film, que consistia a dividir cada imatge en petits requadres i calcular el color mitjà a cada àrea. Això va fer que la presa d'alta qualitat passés a trobar-se pixelada. El processament tardava unes 8 hores per cada 10 segons de seqüència, ja que s'havia de separar cadascun dels tres colors primaris més una capa blanc i negra.
Després de 2 mesos de treball en el processament digital la seqüència va estar llesta, quedant només dues setmanes per l'estrena de la pel·lícula.
En la seqüela Futureworld de Richard T. Heffron, les imatges en tres dimensions van ser utilitzades per primer cop en el cinema.

## Premis i nominacions

### Nominacions
- Science Fiction and Fantasy Scripts of America 1974: Premi Nubela a la millor projecció dramàtica
- Premi Hugo 1974: Premi a la millor projecció dramàtica
- Academy of Science Fiction, Fantasy & Horror Films 1975: Premi Saturn a la millor pel·lícula de Ciència-ficció

La pel·lícula ha estat en competició al Festival internacional de cinema fantàstic d'Avoriaz 1974.